# Aigle de Widerstand

L'aigle de Widerstand.

Pour les articles homonymes, voir Aigle (homonymie).
L'Aigle de Widerstand est un symbole national-révolutionnaire et du national-bolchevisme.
On le trouvait déjà en couverture des Cahiers du Cercle Proudhon, qui ont paru de 1912 à 1914, avant de le retrouver comme symbole de Widerstand, un magazine nationaliste-révolutionnaire allemand fondé en 1926 par le théoricien Ernst Niekisch,. 
Il est aujourd'hui utilisé par plusieurs mouvements et sites nationaux-révolutionnaires tels que voxnr.fr. 